# Кокоидни ступањ организације
Кокоидни ступањ организације постоји код оних једноћелијских алги које у већини случајева имају добро развијен ћелијски зид на коме се често налазе различити израштаји. Протопласт је, осим код модрозелених алги, диференциран на једро, цитоплазму и друге органеле. Не поседују бичеве, мада су неке врсте покретне (тада имају друге локомоторне органеле).